# Bae Nu-ri

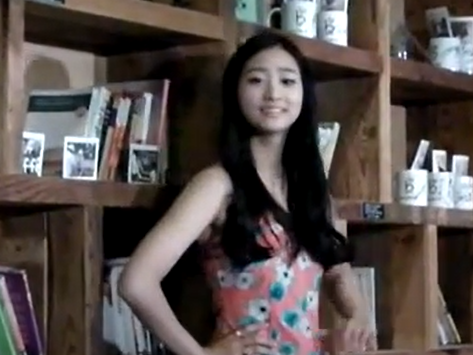
Bae Nu-ri, 2012

Bae Nu-ri (* 4. Februar 1993 in Anyang, Südkorea) ist eine südkoreanische Schauspielerin.
Vor allem die Rolle der Jan-shil in Moon Embracing the Sun (2012) brachte ihr Bekanntheit. 2016 spielte sie eine der Hauptrollen in der internationalen Produktion Dramaworld.

## Filmografie

### Filme
- 2010: Mister Zombie (미스터 좀비)
- 2010: Bani Monyeo (바니 모녀)
- 2011: Sorry I’m Late (늦어서 미안해 Neujeoseo Mianhae, Fernsehfilm, KBS2)
- 2013: My Dad is a Nude Model (아빠는 변태중 Appaneun Byeontaejung, Fernsehfilm, KBS2)
- 2018: Gieok-eul Mannada (기억을 만나다, Kurzfilm)
- 2018: Unstoppable (성난황소 Seongnanhwangso)

### Fernsehserien
- 2010: Ang Shim Jung (비밀기방 앙심정 Bimilgibang Ang Sim-jeong)
- 2011: Dream High (드림하이)
- 2011: Killer K (소녀 K Sonyeo K)
- 2011: My Daughter the Flower (내 딸 꽃님이 Nae Ttal Kkotnim-i)
- 2012: Moon Embracing the Sun (해를 품은 달 Hae-reul Pum-eun Dal)
- 2012: Dear You (친애하는 당신에게 Chinaehaneun Dangsin-ege)
- 2013: Adolescence Medley (사춘기 메들리 Sachungi Medley)
- 2014: Inspiring Generation (감격시대 Gamgyeok Sidae)
- 2014: You’re All Surrounded (너희들은 포위됐다 Neohui-deul-eun Powidwaetda)
- 2014: Sweden Laundry (스웨덴 세탁소 Sweden Setakso)
- 2016: Dramaworld
- 2016: Woman with a Suitcase (캐리어를 끄는 여자 Carrier-reul Kkeuneun Yeoja)
- 2017: The Bride of Habaek (하백의 신부 2017 Habaek-ui Sinbu 2017)
- 2018: Mysterious Personal Shopper (인형의 집 Inhyeong-ui Jip)
- 2018: Your Honor (친애하는 판사님께 Chinaehneun Pansanimkke)